# Botelho Moniz
Júlio Carlos Alves Dias Botelho Moniz (Lisboa, 12 de octubre de 1900 — Lisboa, 30 de septiembre de 1970) fue un general portugués durante el Estado Novo.

## Biografía
Fue observador del Ejército portugués en Alemania durante la fase inicial de la Segunda Guerra Mundial. 
Entre el 6 de septiembre de 1944 y el 4 de febrero de 1947 fue Ministro del Interior del gobierno de António de Oliveira Salazar.
Entre 1949 y 1951 fue adjunto militar en Madrid y Washington D. C.
En febrero de 1953 fue promovido al puesto de general siendo en 1955 nombrado Jefe del Estado Mayor de las Fuerzas Armadas.
Entre el 14 de agosto de 1958 y el 13 de abril de 1961 ejerció las funciones de Ministro de Guerra (a partir de 1959, «del Ejército»), substituyendo en el cargo a Fernando dos Santos Costa. Tuvo como subsecretarios de Estado a los más tarde generales Afonso de Magalhães de Almeida Fernandes y Francisco da Costa Gomes.
En abril de 1961 lideró una tentativa de golpe de Estado, después llamada como golpe de Botelho Moniz, en el cual conjuntamente con Craveiro Lopes y otras personalidades intentó forzar la dimisión de Salazar.
Mantenía lazos con elementos de la Unión Liberal Republicana y elementos de la oposición al régimen entre los que se encontraban el teniente Moreira Lopes, Mário Pessoa, David Neto e Carvalho da Silva.